# 柯倫特 (內華達州)
柯倫特（英語：Currant）是位於美國內華達州奈縣的非建制地區。

## 歷史
柯倫特的郵局於1883年、1892年、1926年三度設立，又於1884年、1922年、1943年三度停運。

## 地理
柯倫特所處的海拔為高於海平面1578米（即5177英呎），而該地所採用的時區為UTC-8，即太平洋时区（PST）。同時該地設有夏令時間，為UTC-8調快一小時，即UTC-7（PDT）。